# Уэлле, Марк
Марк Уэлле (фр. Marc Ouellet; род. 8 июня 1944, Ла Мотт, Канада) — канадский куриальный кардинал, сульпицианин. Титулярный епископ Агрополи и секретарь Папского Совета по содействию Христианскому Единству с 3 марта 2001 по 15 ноября 2002. Архиепископ Квебека и примас Канады с 15 ноября 2002 по 30 июня 2010. Префект Конгрегации по делам епископов и председатель Папской Комиссии по Латинской Америки с 30 июня 2010 по 30 января 2023 года. Кардинал-священник с титулом церкви Санта-Мария-ин-Траспонтина с 21 октября 2003 по 28 июня 2018. Кардинал-епископ с титулом церкви Санта-Мария-ин-Траспонтина с 28 июня 2018.

## Ранняя жизнь и образование
Марк Уэлле 8 июня 1944 года в Ла Мотт, маленькой деревушке около города Амоса в северном Квебеке. Его отец был директором школы и имел восемь детей. Уэлле получил образование: в Collège de Berthier, 1958—1959; Ècole Normale Амоса, 1959—1964 годы (два года философии). Продолжил обучение в Университете Лаваля, Лаваль (бакалавр в образовании, 1964 год); Главной семинарии Монреаля, Монреаль, 1964—1968 годы (лиценциат в богословии, 1968 год); Папском университете Святого Фомы Аквинского, Рим (лиценциат в философии, 1974 год); Папском Григорианском университете, Рим (докторантура в догматическом богословии, 1983 год).

## Священник, профессор и богослов
25 мая 1968 года, он был рукоположён в священника. Ординация прошла в Амосе, проводил рукоположение Гастон Айнс — титулярным епископом Белесаны, коадъютором с правом наследования Амоса.
Викарий в приходе Сен-Совёр де Валь-д’Ор в 1968—1970 годах. В 1972 году вступил в Общество священников во имя святого Сульпиция. В течение десяти лет, профессор и ректор нескольких главных семинарий в Колумбии. В 1989—1994 годах ректор и профессор главной семинарии в Монреале, а в 1994—1997 годах главной семинарии Эдмонтона. В 1997—2001 годах профессор института Иоанна Павла II изучения брака и семьи.

## Архиепископ
3 марта 2001 года Уэлле был избран титулярным архиепископом Агрополи и назначен секретарём Папского Совета по содействию Христианскому Единству. Посвящён в архиепископа, 19 марта 2001 года, в патриаршей Ватиканской базилике, лично папой римским Иоанном Павлом II, которому помогали и сослужили кардинал-епископ Анджело Содано — государственный секретарь Святого Престола и кардинал-священник Джованни Баттиста Ре — префект Конгрегации по делам Епископов.
Член редакционного правления североамериканского издания теологического журнала Rivista Internazionale Communio.
15 ноября 2002 года он стал архиепископом Квебека и примасом Канады (интронизация состоялась 26 января 2003 года) и был один из наиболее верных защитников католической веры в канадской иерархии.
Уэлле свободно говорит по-английски, по-французски, по-испански, по-португальски, по-итальянски и по-немецки. Он известен своей миссионерской работой в Южной Америке.

## Кардинал
Он был возведён в сан кардинала-священника с титулом церкви Санта-Мария-ин-Траспонтина Иоанном Павлом II на консистории от 21 октября 2003 года.
Он был кардиналом-выборщиком на Папском Конклаве 2005 года и многочисленные наблюдатели полагали, что Уэлле непосредственно был одним из папабилей. Сообщалось, что Уэлле поддержал Йозефа Ратцингера, который стал папой римским Бенедиктом XVI. Кардинал Уэлле имеет право голосовать на любых будущих Папских Конклавах, которые могут начинаться перед его 80-летием 8 июня 2024 года.
Уэлле служит членом Конгрегации богослужения и дисциплины таинств, Конгрегации католического образования, Конгрегации по делам духовенства, Папского Совета по Культуре и Папского Комитета по международным евхаристическим Конгрессам. Он принимает участие во встречах (общие ежегодно) этих ведомств, проводящихся в Риме. Он также член Совета Кардиналов по изучению организационных и экономических дел Святого Престола.
Евхаристический конгресс имел место в 2008 году, чтобы отметить 400-летие основания города Квебек.
Кардинал Уэлле был избран регистратором или генеральным информатором, двенадцатой ординарной ассамблеи Синода Епископов в Риме в начале октября 2008 года.

## На работе в Римской Курии
30 июня 2010 года Папа римский Бенедикт XVI назначил кардинала Марка Уэлле префектом Конгрегации по делам Епископов и председателем Папской Комиссии по Латинской Америки. Он занял этот пост сменив кардинала Джованни Баттисту Ре, который достиг канонического возраста отставки.
28 июня 2018 года Папа Франциск возвёл Уэлле в ранг кардинала-епископа.
30 января 2023 года Папа Франциск принял отставку префекта Дикастерии по делам епископов кардинала Уэлле и назначал его преемником Роберта Фрэнсиса Превоста, бывшего до этого епископом Чиклайо.

## Взгляды

### Богословие
Уэлле связан с Communio, богословским журналом, учреждённым умеренно-консервативными католиками после Второго Ватиканского Собора, и с Хансом Урсом фон Бальтазар, известным швейцарским богословом XX века.

### Тихая революция
Он высказал мнение, что изменения Тихой революции в Квебеке, в 1960-х годах пошли слишком далеко.

### Литургия
Уэлле поддержал возвращение к евхаристической адорации и григорианскому пению.

### Пастырский подход
Сообщение National Catholic Reporter, ожидающее Папские выборы 2005 года поместило Уэлле среди двадцати папских перспектив. «Люди, которые работали с Уэлле», — говорится в сообщении, «описывают его как дружелюбного, скромного и гибкого человека, не столь пленного своей собственной интеллектуальной системой, чтобы делать его неспособным к слушанию других».

### Католическое образование
Уэлле был резко критичен к курсу этики и религиозной культуры министерства образования Квебека, говоря что он релятивизирует роль веры в пределах сфер религии и культуры.

### Преследование Церкви
Уэлле высказался по поводу того, что Католическая церковь преследуется в современном светском Квебеке за сообщение правды.

### Общественные извинения
В письме, изданном в квебекских франкоязычных газетах 21 ноября 2007 года, кардинал Уэлле публично приносил извинения за то, что он описал как прошлые «ошибки» Римско-католической Церкви в Квебеке. Среди ошибок он написал о бывших отношениях, до 1960 года, который продвигали «антисемитизм, расизм, безразличие к коренным народам и дискриминацию против женщин и гомосексуалистов». Кардинал Уэлле сказал, что его письмо было написано в ответ на общественную реакцию на утверждение, что он подчинил Комиссию Бушара-Тейлора, и что оно было вдохновлено подобным письмом, опубликованным в 2000 году папой римским Иоанном Павлом II.

### Аборты
В мае 2010 года Уэлле находился рядом со своими комментариями, что аборт является незаконным, даже в случае насилия, и убеждал федеральное правительство помогать беременным женщинам сохранять их ребенка. Он сказал, что «Правительства финансируют клиники для абортов. Я хотел бы акцию для живых существ, которые защищают также жизнь. Если бы мы имели акции в финансировании тех случаев, чтобы помочь женщинам, то я думаю, что мы бы внесли долю для продвижения Канады». Ранее приветствовавший правительство премьер-министра Стивена Харпера по его позиции против финансирования абортов в развивающемся мире — похвалы, от которой Оттава быстро дистанцировалась, он сказал: «Если они не хотят финансировать аборты за границей, и они не предоставляют дома большее количество помощи женщинам, чтобы сохранить их ребенка, я думаю, что они непоследовательные».

### Методология выборов епископов
Как префект Конгрегации по делам епископов, Уэлле играет первостепенную роль в выборе новых архиепископов и епископов по всему миру. Епископы назначены во время его пребывания в должности, как правило, рассматривается как богословы и защитники веры. Епископы назначенные во время его служения: Анджело Скола, Чарльз Джозеф Шапью, Луис Антонио Гоким Тагле и Шарль Мореро.
Уэлле говорит: «Сегодня, особенно в контексте нашего секуляризованного общества, нам нужны епископы, которые в первую очередь являются проповедниками, а не просто управляющими епархиями, которые способны провозглашать Евангелие, которые не только теологически верны Учительству и Папе, но также способны изложить и, в случае необходимости, защитить веру публично». Он также предупредил, что если священник или епископ стремится и маневрирует к продвижению на видную епархию, «то это для него лучше оставаться там, где он есть».